# Boussingault (cráter)
Boussingault  es un gran cráter de impacto que se encuentra cerca de la extremidad sureste agreste de la Luna. Debido a su ubicación, se divisa desde la Tierra con una forma muy oblonga, debido al escorzo. Al suroeste aparece el cráter Boguslawsky, y casi unido al extremo noreste se sitúa Helmholtz. Al este-sureste de Boussingault se encuentra el cráter Neumayer.
|  |  |

El aspecto más notable de este cráter es el segundo gran cráter que se encuentra totalmente dentro de sus paredes, por lo que se asemeja a una formación de doble pared. El borde externo aparece desgastado; atravesado en su lado noroeste por Boussingault K y Boussingault G. Al noroeste se halla el cráter de la formación de triple superposición formada por Boussingault E, B, y C.

## Cráteres satélite

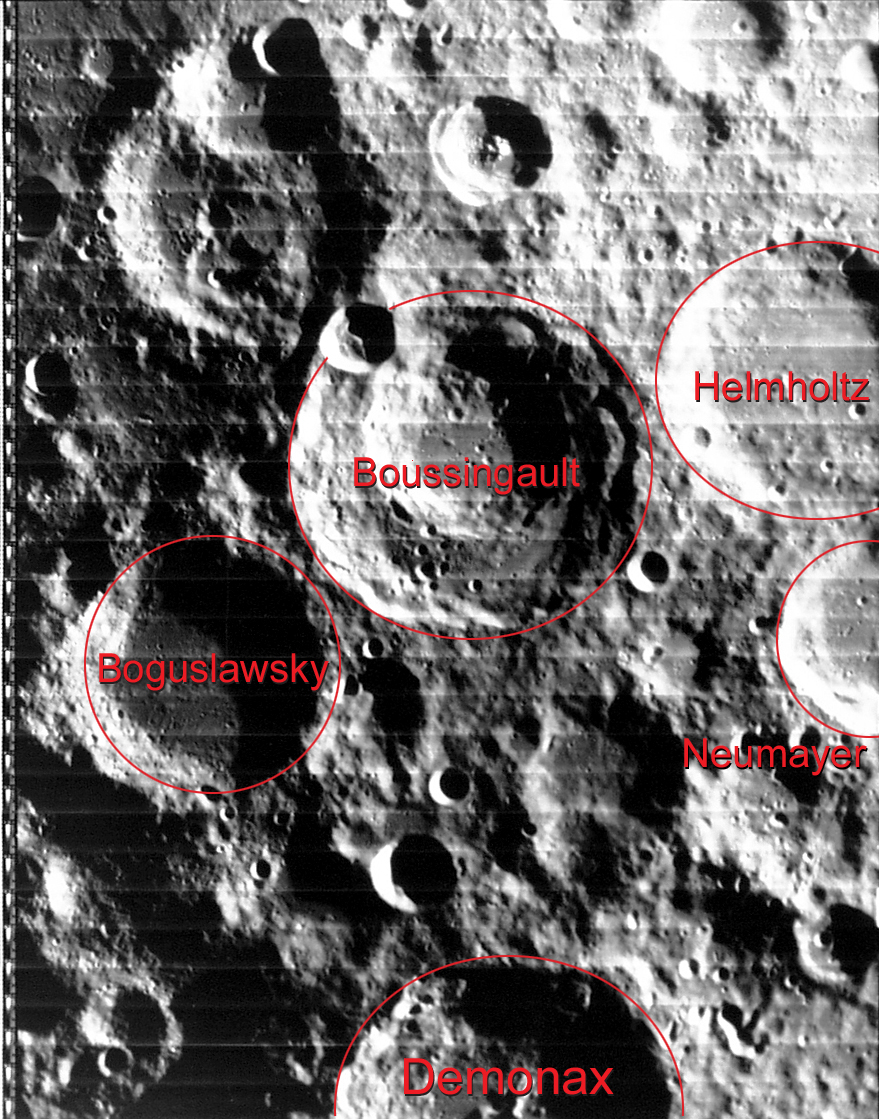
Fotografía de la misión Lunar Orbiter 4

Por convención estos elementos son identificados en los mapas lunares poniendo la letra en el lado del punto medio del cráter que está más cerca de Boussingault.
|              | \| Boussingault \| Coordenadas \| Diámetro \| \| ------------ \| ----------------------------- \| -------- \| \| A \| 69°54′S 54°00′E / -69.9, 54.0 \| 72 km \| \| B \| 65°30′S 46°54′E / -65.5, 46.9 \| 54 km \| \| C \| 65°06′S 48°12′E / -65.1, 48.2 \| 24 km \| \| D \| 63°30′S 44°54′E / -63.5, 44.9 \| 9 km \| \| E \| 67°12′S 46°48′E / -67.2, 46.8 \| 98 km \| \| F \| 68°48′S 39°24′E / -68.8, 39.4 \| 16 km \| \| G \| 71°24′S 51°48′E / -71.4, 51.8 \| 5 km \| \| K \| 68°54′S 50°54′E / -68.9, 50.9 \| 29 km \| \| N \| 71°30′S 62°06′E / -71.5, 62.1 \| 15 km \| \| P \| 67°06′S 45°06′E / -67.1, 45.1 \| 13 km \| \| R \| 64°18′S 48°36′E / -64.3, 48.6 \| 12 km \| \| S \| 64°06′S 46°54′E / -64.1, 46.9 \| 16 km \| \| T \| 63°00′S 43°12′E / -63.0, 43.2 \| 20 km \| |          |
| Boussingault | Coordenadas | Diámetro |
| A            | 69°54′S 54°00′E / -69.9, 54.0 | 72 km    |
| B            | 65°30′S 46°54′E / -65.5, 46.9 | 54 km    |
| C            | 65°06′S 48°12′E / -65.1, 48.2 | 24 km    |
| D            | 63°30′S 44°54′E / -63.5, 44.9 | 9 km     |
| E            | 67°12′S 46°48′E / -67.2, 46.8 | 98 km    |
| F            | 68°48′S 39°24′E / -68.8, 39.4 | 16 km    |
| G            | 71°24′S 51°48′E / -71.4, 51.8 | 5 km     |
| K            | 68°54′S 50°54′E / -68.9, 50.9 | 29 km    |
| N            | 71°30′S 62°06′E / -71.5, 62.1 | 15 km    |
| P            | 67°06′S 45°06′E / -67.1, 45.1 | 13 km    |
| R            | 64°18′S 48°36′E / -64.3, 48.6 | 12 km    |
| S            | 64°06′S 46°54′E / -64.1, 46.9 | 16 km    |
| T            | 63°00′S 43°12′E / -63.0, 43.2 | 20 km    |